# Dharmatti, Gokak
Dharmatti là một làng thuộc tehsil Gokak, huyện Belgaum, bang Karnataka, Ấn Độ.